# Rañin
Rañin es un pueblo situado en el valle de La Fueva, localizado en el Pirineo oscense. También da nombre a la entidad local menor de Rañín, perteneciente al ayuntamiento de La Fueva. La entidad local menor de Rañin cuenta con unos 75 habitantes repartidos entre el propio núcleo(50) y las aldeas de Solipueyo(20), el Humo de Rañín(5), Anau y La Corona. Juntos conforman la parte oriental del municipio de La Fueva, a las faldas de la sierra de Campanuel y lindando con la vecina comarca de La Ribagorza.
El núcleo principal de Rañín se encuentra a unos 835 metros de altitud sobre un montículo al borde de un profundo barranco que lo delimita línealmente por el norte. El núcleo urbano consta de dos manzanas de edificios de casas pareadas y organizadas junto a dos calles que se cierran conformando un lazo. En su extremo oeste destaca su iglesia de estilo Románico, aunque fue reformada en varias ocasiones en los siglos XVI y XVII. Está situada en la plaza mayor del pueblo junto a un cuidado parque donde se contempla todo el valle y los majestuosos picos y sierras pirenáicas como la Sierra Ferrera o Cotiella.
Es un pueblo básicamente agro-ganadero de producción de ovino, vacuno y porcino; en sus montes también se cría el Latón de La Fueva, una variedad de cerdo única que se cría de forma extensiva aprovechando los recursos naturales de la zona. Como en muchos otros pueblos de la zona, también existe una destacable oferta de turismo rural consolidada en los últimos años.
- Datos: Q6100986